# Jordi Tarrés
Jordi Tarrés (Rellinars, 10 settembre 1966) è un pilota motociclistico spagnolo, vincitore di 7 campionati mondiali di trial all'aperto.
Con i 7 mondiali all'aperto vinti è alla pari con Doug Lampkin, altro pilota della specialità degli anni novanta,  in questa specifica disciplina.
Ha vinto il campionato del mondo nel 1987, 1989, 1990 e 1991 in sella alla moto italiana Beta Motor e poi nel 1993, 1994, 1995 in sella alla moto spagnola GasGas. Ha corso il mondiale fino al 1997 e dopo si è ritirato dedicandosi alla formazione dei giovani piloti spagnoli come Adam Raga, suo pupillo, che è diventato in seguito anche lui campione mondiale della specialità.
Ai titoli ottenuti individualmente vanno aggiunti altri sette titoli ottenuti nel Trial delle Nazioni con la squadra nazionale spagnola.